# Lysasterias joffrei
Lysasterias joffrei is een zeester uit de familie Asteriidae.
De wetenschappelijke naam van de soort werd in 1920 gepubliceerd door René Koehler.